# 皮拉特瓦爾

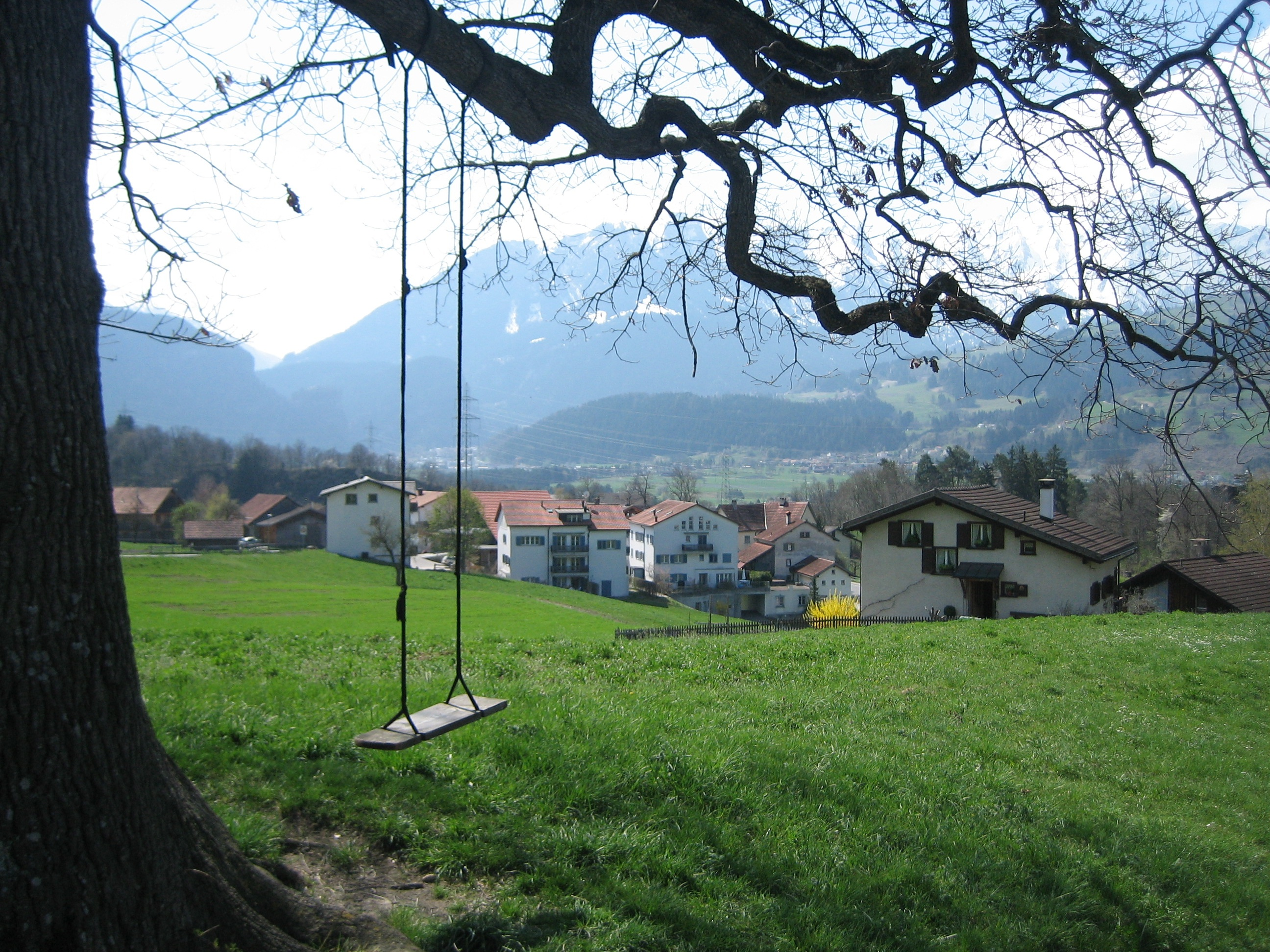

皮拉特瓦爾是瑞士的城鎮，位於該國東部，由格勞賓登州負責管轄，面積0.77平方公里，海拔高度687米，2011年人口253，人口密度每平方公里329人。

## 外部連結
- Official Web site